# Іллінойський водний шлях
Ілліно́йський во́дний шлях (англ. Illinois Waterway) — каналізований водний шлях в США (штат Іллінойс), що з'єднує систему Великих озер з річкою Міссісіпі. Відкритий в 1933 році.
Шлях починається біля Чикаго із озера Мічиган, проходить по Чиказькому каналу, річках Дес-Плейнс, Іллінойс і закінчується біля міста Графтон на річці Міссісіпі.
Довжина шляху 526 км, глибина 3,7—5,7 м; 7 шлюзів. Станом на 1989 рік вантажообіг перевищував 20 мільйонів тонн на рік.